# Монира (лунный кратер)
Кратер Монира (лат. Monira) — маленький ударный кратер в северо-восточной части чаши кратера Альфонс на видимой стороне Луны. Название присвоено по арабскому женскому имени и утверждено Международным астрономическим союзом в 1976 г. 

## Описание кратера

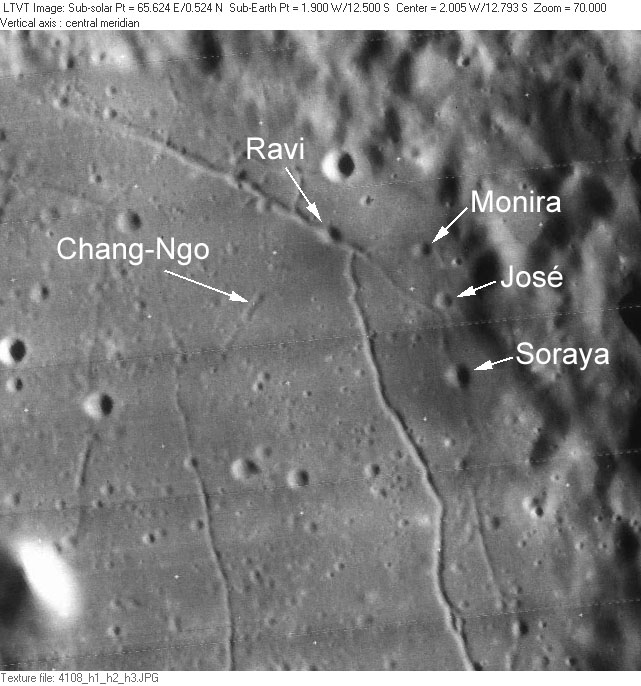
Окрестности кратера Монира. Снимок зонда Lunar Reconnaissance Orbiter.

Ближайшими соседями кратера являются схожие по размерам кратеры Рави и Чан-Нго на западе, Хозе и Сорава на юге. 

Селенографические координаты центра кратера 12°32′ ю. ш. 1°44′ з. д. / 12,54° ю. ш. 1,73° з. д., диаметр 1,1 км, глубина 360 м.

Кратер Монира имеет каплевидную форму и по всей вероятности образован импактом под низким углом. Внутренний склон вала гладкий, со следами обрушения. Высота вала над окружающей местностью достигает 70 м, объем кратера составляет приблизительно 0,3 км³. 

## Сателлитные кратеры
Отсутствуют.

## См.также
- Список кратеров на Луне
- Лунный кратер
- Морфологический каталог кратеров Луны
- Планетная номенклатура
- Селенография
- Минералогия Луны
- Геология Луны
- Поздняя тяжёлая бомбардировка